# Teresia Geijer
Hanna Teresia Elisabet Geijer, född 15 februari 1858 i Nyeds församling, död 2 februari 1946 i Uppsala församling, var en svensk kvinnosakskvinna. Hon var ordförande för Föreningen för kvinnans politiska rösträtt i Mölnbo 1908–1909.
Hon var dotter till Christofer Wilhelm Geijer och syster till Ernst Geijer.